# 太子 (太微垣)
獅子座93，又名BD+21 2358，HD 102509、SAO 81998、HR 4527，是獅子座的一颗恒星，视星等为4.53，位于銀經235.01，銀緯73.93，其B1900.0坐标为赤經11h 42m 49.6s，赤緯+20° 73.93′ 29″。